# Alchornea cordifolia
Alchornea cordifolia är en törelväxtart som först beskrevs av Heinrich Christian Friedrich Schumacher och Peter Thonning, och fick sitt nu gällande namn av Johannes Müller Argoviensis. Alchornea cordifolia ingår i släktet Alchornea och familjen törelväxter. Inga underarter finns listade i Catalogue of Life.

## Bildgalleri

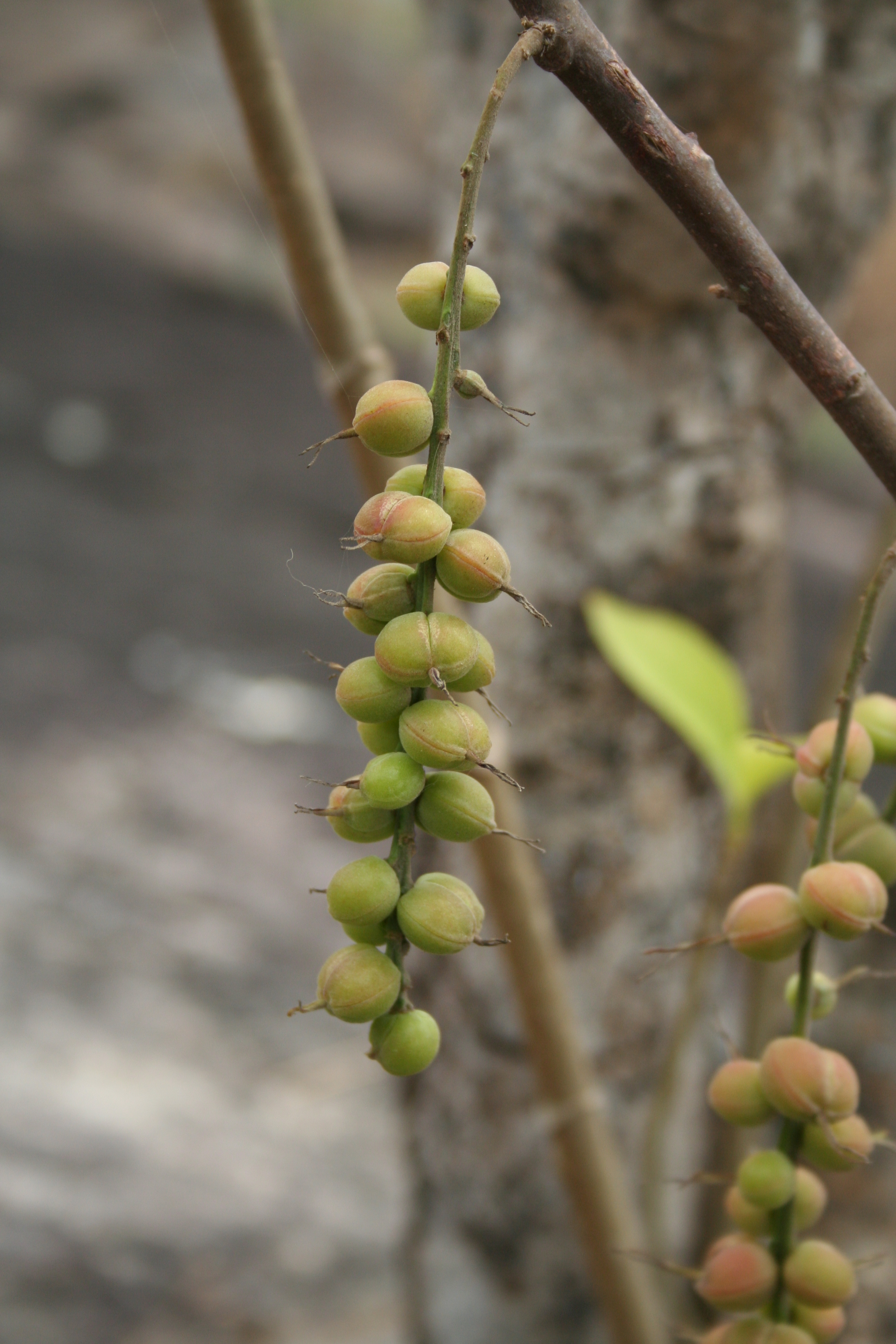